# 半藏門線
半藏門線（日语：／ Hanzōmon sen */?）是一條連結東京都澀谷區澀谷站和墨田區押上站、由東京地下鐵的鐵道路線。鐵道要覽內的名稱為「11號線半藏門線」。
路線名的由來為以德川家康的家臣、服部半藏正成的居所旁邊命名的江戶城其中一道城門「半藏門」。車體、路線圖與轉乘資訊使用的路線顏色為紫色，路線記號為Z。

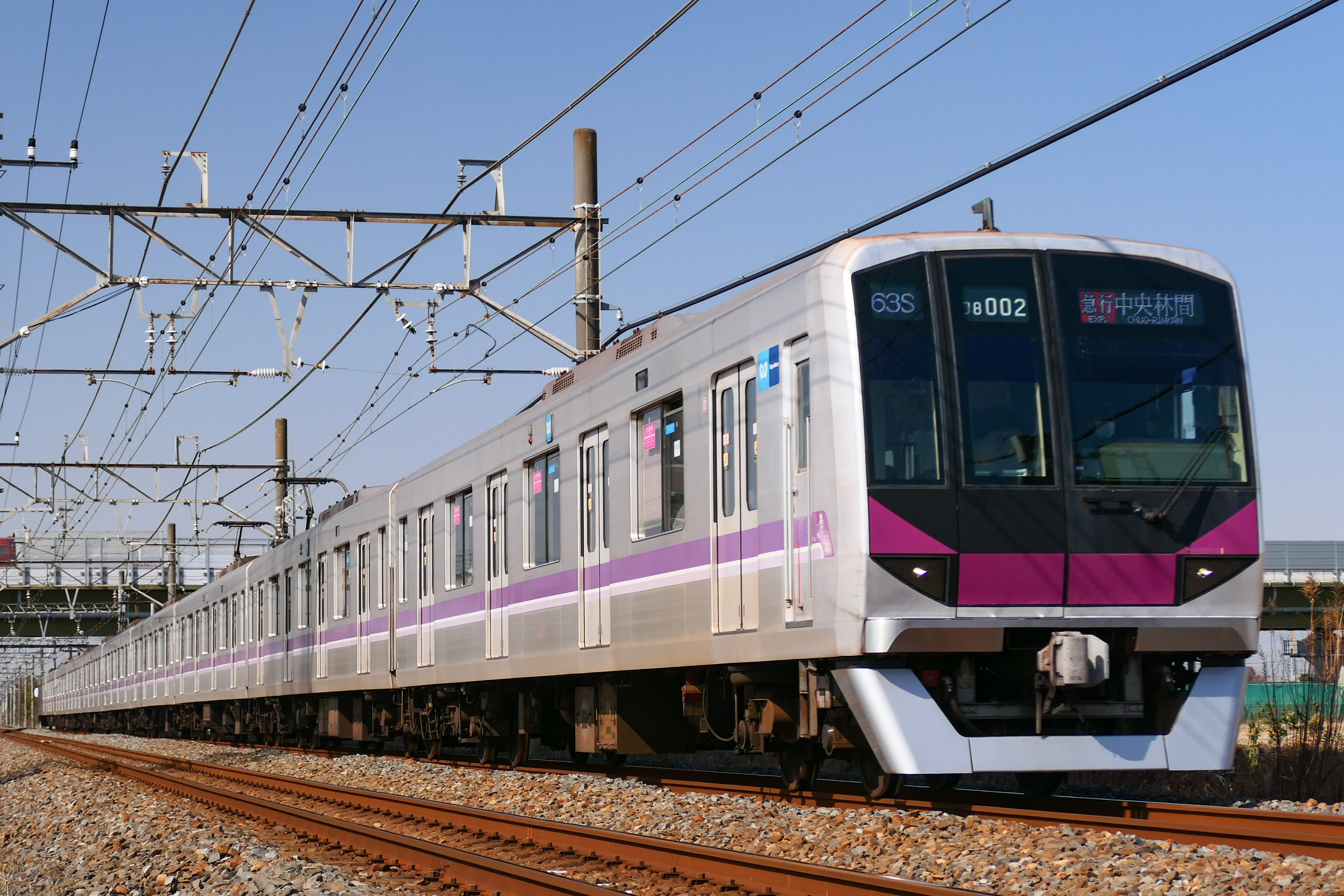
半藏門線使用的08系電聯車 (2023年2月)

## 路線資料
- 路線距離（營業距離）：16.8公里（全線位於地底）
- 軌距：1067毫米
- 站數：14個（包括起終點站）
- 複線路段：全線
- 電氣化路段：全線（直流1500V高架電纜）
- 閉塞方式：車內信號閉塞式（新CS-ATC）
- 列車無線（日语：列車無線）方式：誘導無線（日语：誘導無線）（IR）方式
- 最高速度：80公里/小時
- 平均速度：39.0公里/小時
- 表定速度（日语：表定速度）：33.4公里/小時
- 車輛基地：鷺沼檢車區（日语：鷺沼車両基地）（田園都市線鷺沼站內）

## 簡介
半藏門線原型為「11號線」早於1968年已有初步計劃，當時的計劃行車路線由「澀谷站至蛎殻町站（即現水天宮前站）」。並且在1972年開工，1978年，（澀谷至青山一丁目）首段路線正式通車。但早於通車前一年，東急方面，澀谷站已經設有可供半藏門線直通運轉的地下車站。通車初期，因為8000系未能趕及在通車前投入服務，因此使用東急8500系作直通半藏門線用車。1981年，8000系才能投入於半藏門線。1990年半藏門線正式全線通車。
但由於日比谷線直通東武伊勢崎線的客量不勝負荷，因此運輸大臣特許把半藏門線延長至押上站，而東武鐵道方面則新建押上站至曳舟站的路線線，以提供半藏門線直通運轉服務。此工程在1993年動工，並於2003年3月19日正式通車，並成為今天的路線。
半藏門線是東京地下鐵的路線車站數目中第二少的一條（14個站）僅次於副都心線（11個站），但若納入直通運轉路段的長度，反而為東京地下鐵的路線中最長的一條（98.5km）。

## 沿革
- 1969年（昭和44年）8月18日：澀谷－蠣殻町（現在的水天宮前）間申請取得地方鐵道敷設免許。
- 1971年（昭和46年）4月28日：取得澀谷－蠣殻町間的地方鐵道敷設免許。
- 1972年（昭和47年）3月：澀谷－三越前間開工。當初預定在1975年（昭和50年）9月完工。
- 1977年（昭和52年）4月7日：澀谷站作為東急新玉川線（現在的東急田園都市線）的車站開業（車站建設由營團施工）。
- 1978年（昭和53年）
  - 6月1日：11號線稱呼決定為半藏門線[注釋 1]。
  - 8月1日：澀谷－青山一丁目間（2.7公里）開業，開始途經東急新玉川線直通運行至東急田園都市線長津田[注釋 2]。當時營團完全沒有派出車輛，只使用東急的車輛（8500系）。此路線全體只有2.7km，故營團沒有車庫。同時，澀谷站由東急移交營團。
- 1979年（昭和54年）
  - 8月12日：與東急線的直通路段延長至月見野。
  - 9月21日：青山一丁目－永田町間（1.4公里）單線開業。當時早晚繁忙時段往青山一丁目與往永田町交互運行。
- 1981年（昭和56年）4月1日：營團8000系開始營業運行。鷺沼檢車區（日语：鷺沼車両基地）完工。
- 1982年（昭和57年）
  - 12月5日：青山一丁目－永田町間複線化。
  - 12月9日：永田町－半藏門間（1.0公里）開業。
- 1983年（昭和58年）1月22日：東急車開始以10節編組運行。
- 1984年（昭和59年）4月9日：因應田園都市線全線通車，與東急線的直通路段延長至中央林間。
- 1987年（昭和62年）9月26日：營團車輛開始以10節編組運行。
- 1988年（昭和63年）6月1日：開始以空調車輛運行。
- 1989年（平成元年）1月26日：半藏門－三越前間（4.4公里）開業。沿線的地權擁有者動員後援者進行反對運動，以致開通比當初預定大幅延遲。此線是日本進入平成時代後第一條鐵道路線延伸。
- 1990年（平成2年）11月28日：三越前－水天宮前間（1.3公里）開業。
- 1992年（平成4年）3月29日：東急2000系開始營業運行。
- 1993年（平成5年）
  - 5月18日：水天宮前－押上間申請第一種鐵道事業免許[注釋 3]。
  - 6月23日：水天宮前－押上間取得第一種鐵道事業免許。
  - 12月6日：水天宮前－押上間開工。
- 1995年（平成7年）3月20日：受到東京地鐵沙林毒氣事件影響，上午暫停營運，下午重開。
- 2002年（平成14年）5月2日：東急新5000系開始營業運行。
- 2003年（平成15年）
  - 1月7日：08系開始營業運行。
  - 2月3日：保安裝置切換至新CS-ATC。
  - 3月19日：水天宮前－押上間（6.0公里）開業（營團最後的新規開業路段）[4]。開始途經東武伊勢崎線互相直通運行至日光線南栗橋。東武30000系開始直通。時刻表改正後，日間時間帶的運行間隔由6分間隔縮短至5分間隔。
- 2004年（平成16年）
  - 4月1日：帝都高速度交通營團民營化，由東京地下鐵繼承。
  - 6月23日：澀谷站發生開槍事件，站員受傷（澀谷站站員槍擊事件（日语：渋谷駅駅員銃撃事件））。
- 2005年（平成17年）
  - 2月14日：平日早上繁忙時段的押上方向可收起座位的6門車輛連結的編組開始運行（使用東急5000系）。
  - 5月9日：東京地下鐵首次引入女性專用車（日语：日本の女性専用車両）。
- 2006年（平成18年）3月18日：與東武伊勢崎線的直通路段延長至久喜。東武相應地投入了50050系（30000系依次地上專用，一部分轉屬其他路線）。
- 2007年（平成19年）12月2日：澀谷站由東京地下鐵再次移交東急。
- 2011年（平成23年）
  - 3月14日：該月11日發生東北地方太平洋沖地震，導致發電廠停止運作而引致電力供應短缺（日语：東日本大震災による電力危機），東京電力實行輪流停電（日语：輪番停電）。此日起與東武線的互相直通運行暫停了20日。
  - 4月2日：與東武線的互相直通運行再次開行。
- 2018年（平成30年）3月17日：水天宮前站與日比谷線、淺草線人形町站開始轉乘業務[5]。

## 運行形態
此線與東急電鐵、東武鐵道3間公司直通運行。半藏門線在東急側可通過澀谷站直通至田園都市線的中央林間站，在東武側可通過押上站直通至伊勢崎線久喜站與日光線南栗橋站。
運行系統上與東急田園都市線是為一體，沒有半藏門線的澀谷站到發的列車，押上方向平日始發的清澄白河開往東武動物公園與半藏門開往押上，以及澀谷方向平日最終的押上開往水天宮前以外所有列車直通至東急田園都市線。
列車全部是各站停車，並會在顯示屏上顯示直通至線內的列車類別（急行、準急、各站停車）。此類別並不在東急、東武之間共通，在線內各自獨立，澀谷站、押上站到站時在直通至線內改變類別（也有不改變的列車）。
平日早上繁忙時段每約2分鐘1班運行。日間時段以每5分鐘1班（1小時12班）運行。此時段的澀谷方向基本上為往中央林間或往長津田。押上方向為往押上與東武晴空塔線直通列車（急行）交替運行。
早上押上方向也有在半藏門站、清澄白河站到發列車。日間清澄白河站到發列車在2009年6月6日時刻表改正時廢除。
由於無法在自身路線內確保車輛基地的用地，因此車輛都放置於東急田園都市線鷺沼站旁的鷺沼檢車區。
| 站名 ＼ 類別 | 站名 ＼ 類別 | 東武伊勢崎線直通 | 押上    | 押上 | …   | 半藏門 | 半藏門 | …   | 澀谷 | 澀谷      | 東急田園都市線直通 |
| ------------ | ------------ | ---------------- | ------- | ---- | --- | ------ | ------ | --- | ---- | --------- | ------------------ |
| 班次         | 各停         |                  |         | 3班  | 3班 | 3班    | 3班    | 3班 | 3班  | →中央林間 | →中央林間          |
| 班次         | 各停         | 久喜←            | 久喜←   | 3班  | 3班 | 3班    | 3班    | 3班 | 3班  | →中央林間 | →中央林間          |
| 班次         | 各停         | 南栗橋←          | 南栗橋← | 3班  | 3班 | 3班    | 3班    | 3班 | 3班  | →中央林間 | →中央林間          |
| 班次         | 各停         |                  |         | 3班  | 3班 | 3班    | 3班    | 3班 | 3班  | →中央林間 | →中央林間          |

■：急行 ■：準急 ■：各停

### 東急田園都市線直通

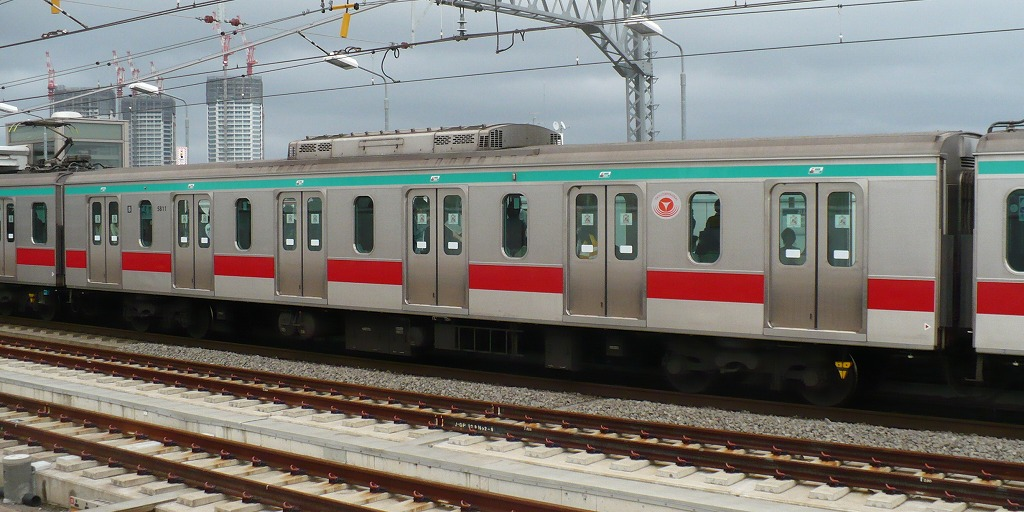
東急5000系6門、摺疊座位車輛

日間1小時有3班急行、3班準急、6班各站停車，合計12班運行。平日一般開往長津田，少數列車設定開往鷺沼。東急田園都市線也有不直通此線的列車，該一部分在此線的澀谷－半藏門間回送之上，並在半藏門站的渡線折返。回送費用由東急負擔。
東急5000系當中15編組的4、5、8號車連結6門、摺疊座位車輛。平日早上押上方向的列車在東急田園都市線的始發站至半藏門線的半藏門站路段不使用6門車的座位。為了兼顧設置月台閘門而依次將6門車更換為4門車，2017年4月20日最後廢除。

### 東武晴空塔線、伊勢崎線、日光線直通
日間往久喜與往南栗橋以1:1比例運行，一部分久喜到發列車可在東武動物公園站接續南栗橋到發的日比谷線直通列車。直通運行開始的2003年3月19日至2006年3月17日，日間1小時有3班（當中往東武動物公園2班，往南栗橋1班）。日間的清澄白河站折返列車也設定1小時4班，也頻繁調整時間。
2006年3月18日時刻表改正以後，除早上深夜與9時台外，1小時6班（10分鐘間隔）。日間時以往南栗橋與往久喜的急行交替運行。為方便時段與時刻表起見也在北越谷站（準急）、東武動物公園站到發。直通列車只限急行或準急（只限早上、晚間運行）。2013年3月16日時刻表改正，日間時的目的地改為往久喜、往久喜、往南栗橋的30分鐘循環，平日晚間時段急行的運行時段也有擴大。
現在，半藏門線始發的列車沒有在東武線內普通列車，前往通過站必須在東武線內的曳舟站、北千住站、西新井站等地轉乘。另一方面，東武開出的日間急行以下的速達列車所有列車直通半藏門線直通。
東武線押上站－曳舟站間與東京晴空塔站－曳舟站視為同一路線，可以在曳舟站不出閘而重複乘車，直接前往該站與淺草站。

### 臨時列車
多客期會利用東急田園都市線－半藏門線－東武伊勢崎線的3間公司直通運行開行臨時列車。直通至館林、南栗橋以北的活動列車因為需要分割併結而使用東武30000系。
- 3間公司直通運行紀念號（中央林間－東武日光、鬼怒川溫泉，2003年3月29日：去，3月30日：回）
- 紅葉號（長津田－北千住，2004年10月2日、10月9日）※北千住接續特急SPACIA
- 花卉特快（中央林間－太田，2005年起至2010年的黃金週）

2017年7月11日起至21日的星期二至星期五的早上，為了緩和東急田園都市線平日早上繁忙時段的擁擠，該線開行直通特急列車「時差Biz Liner」（中央林間→押上）。在此線內各站停車。

## 使用車輛

### 自身車輛
- 08系：押上延伸後，2003年起投入服務的6編組列車。
- 8000系：自身車輛的主力。1981年起19編組投入服務，進行維修工程時仍在使用中。2015年全數編組維修工程完成[10]。
- 18000系：於2021年8月7日度開始引入，取代8000系[11][12]。當初計劃在2020年度開始引入[13]。

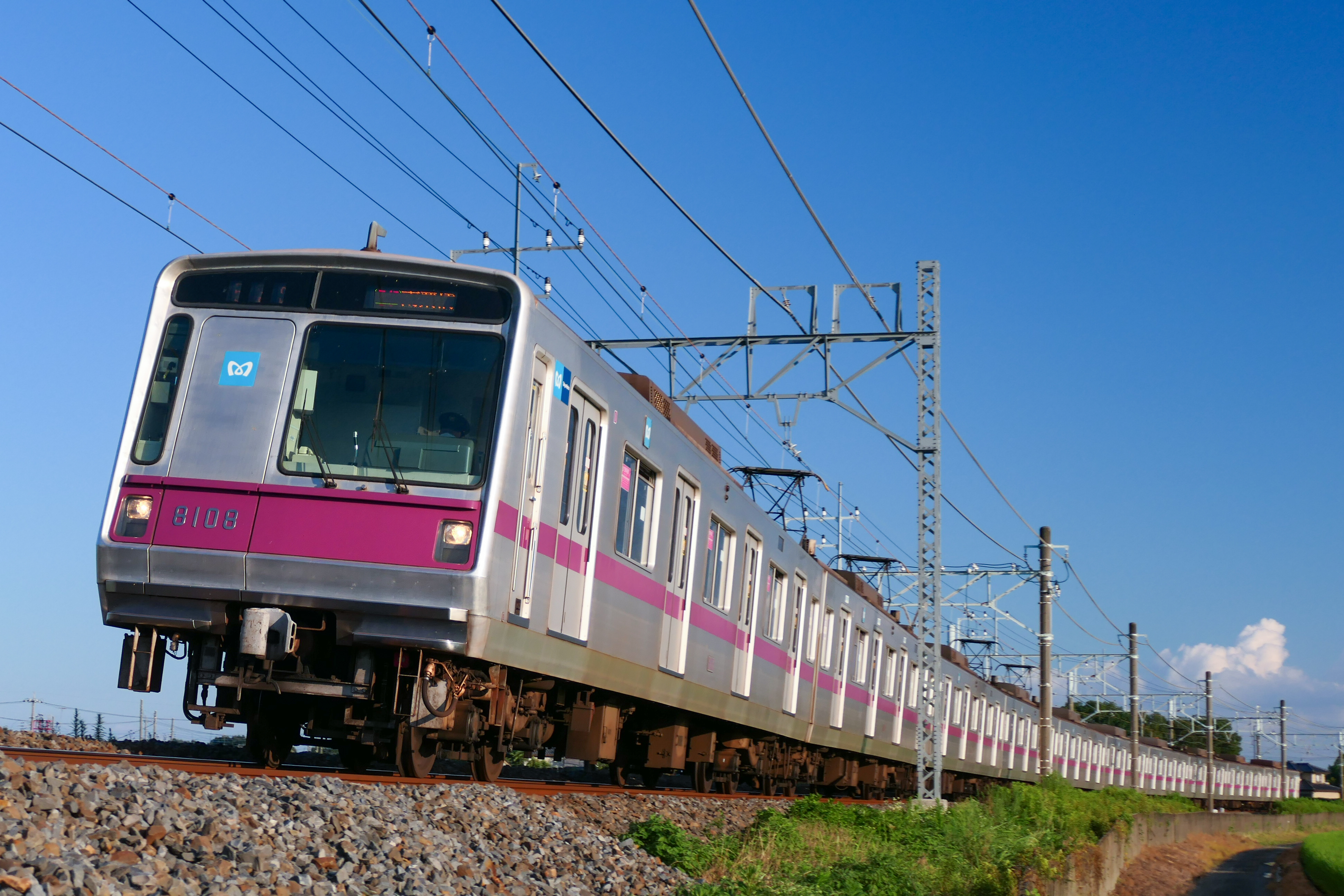
8000系
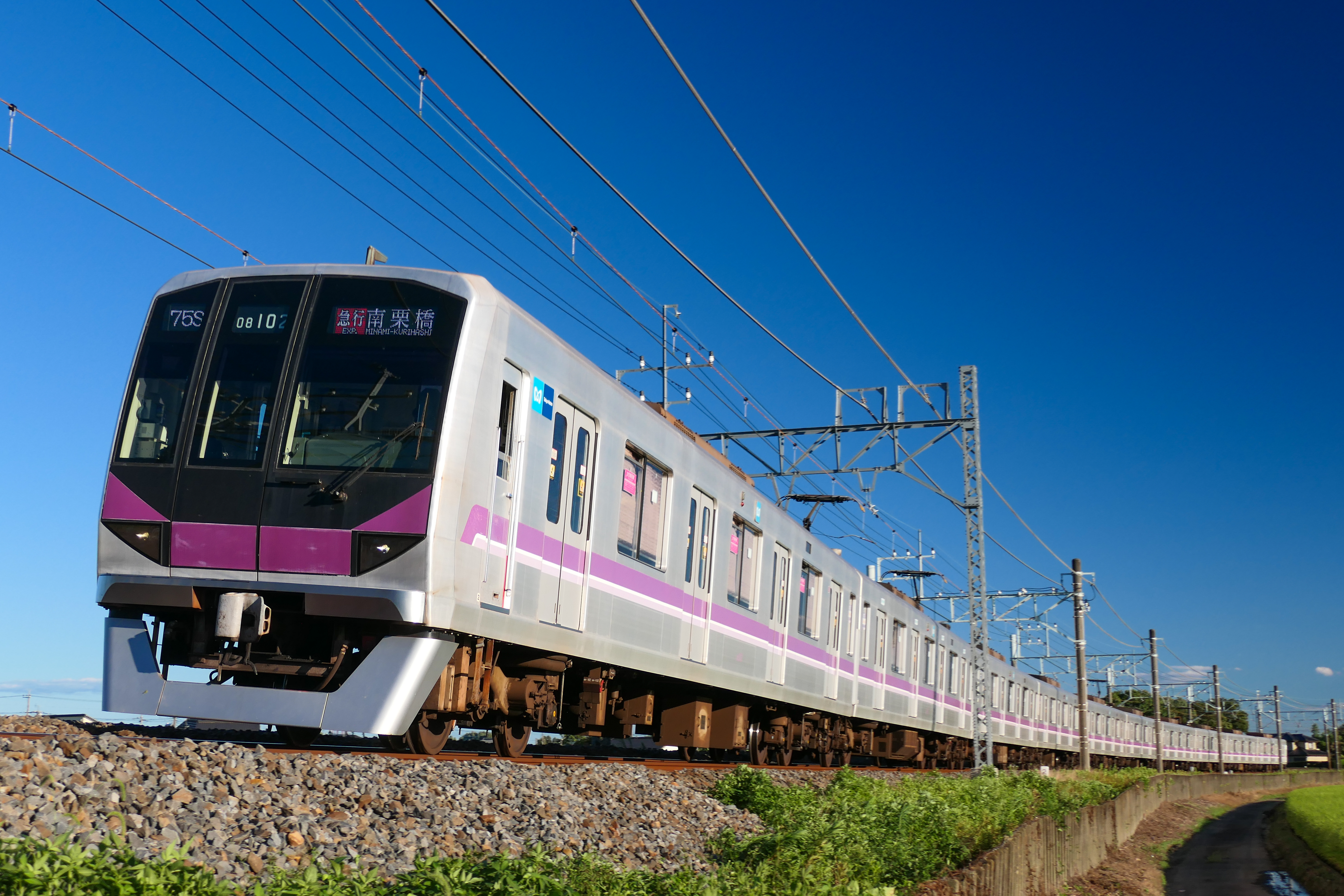
08系
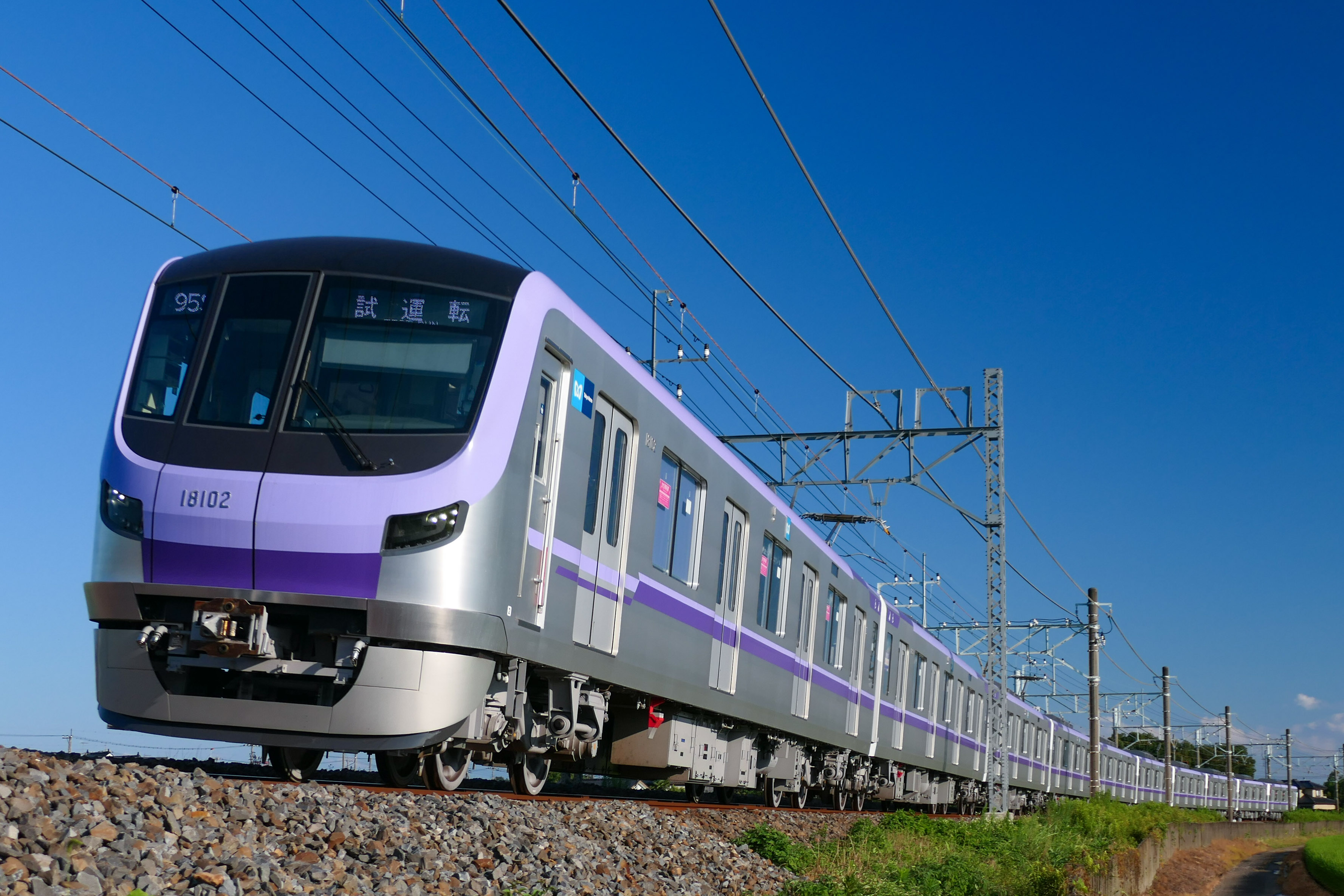
18000系

由於可直通運行的東武伊勢崎線也可與日比谷線直通，故此半藏門線也使用該路段內的竹之塚站附近的日比谷線車庫之一千住檢車區竹之塚分室，並可見與日比谷線用車輛並排。

### 直通車輛

#### 現時直通車輛
東急電鐵

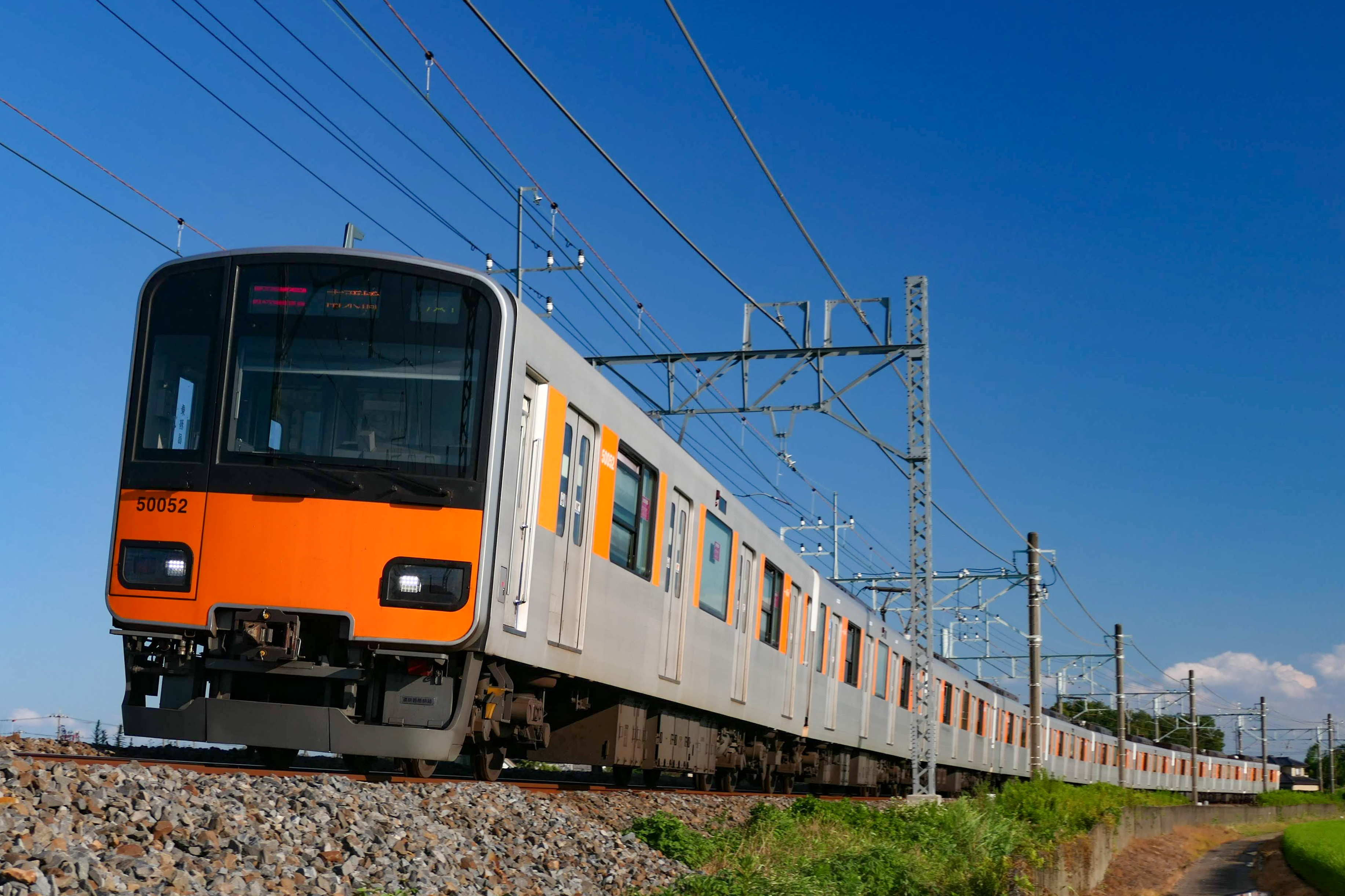
2020系：開始營業運行後半年間不能直通東武，現時可以直通。共有16編組。
- 5000系：連結6門車，2017年起全數更換為4門車。41節轉用於東橫線，共有18編組。
- 8500系：2019年VVVF車的8642F廢車，2020年6月末8514F「伊豆之夏號」黃金週開始時的唯一原型幕車8606F不再使用。由於佔東急車的一半，截至2020年沒有無法直通東武線的車輛，東急車的3個車種比例幾乎相同。2020系增購起，正進行替換。

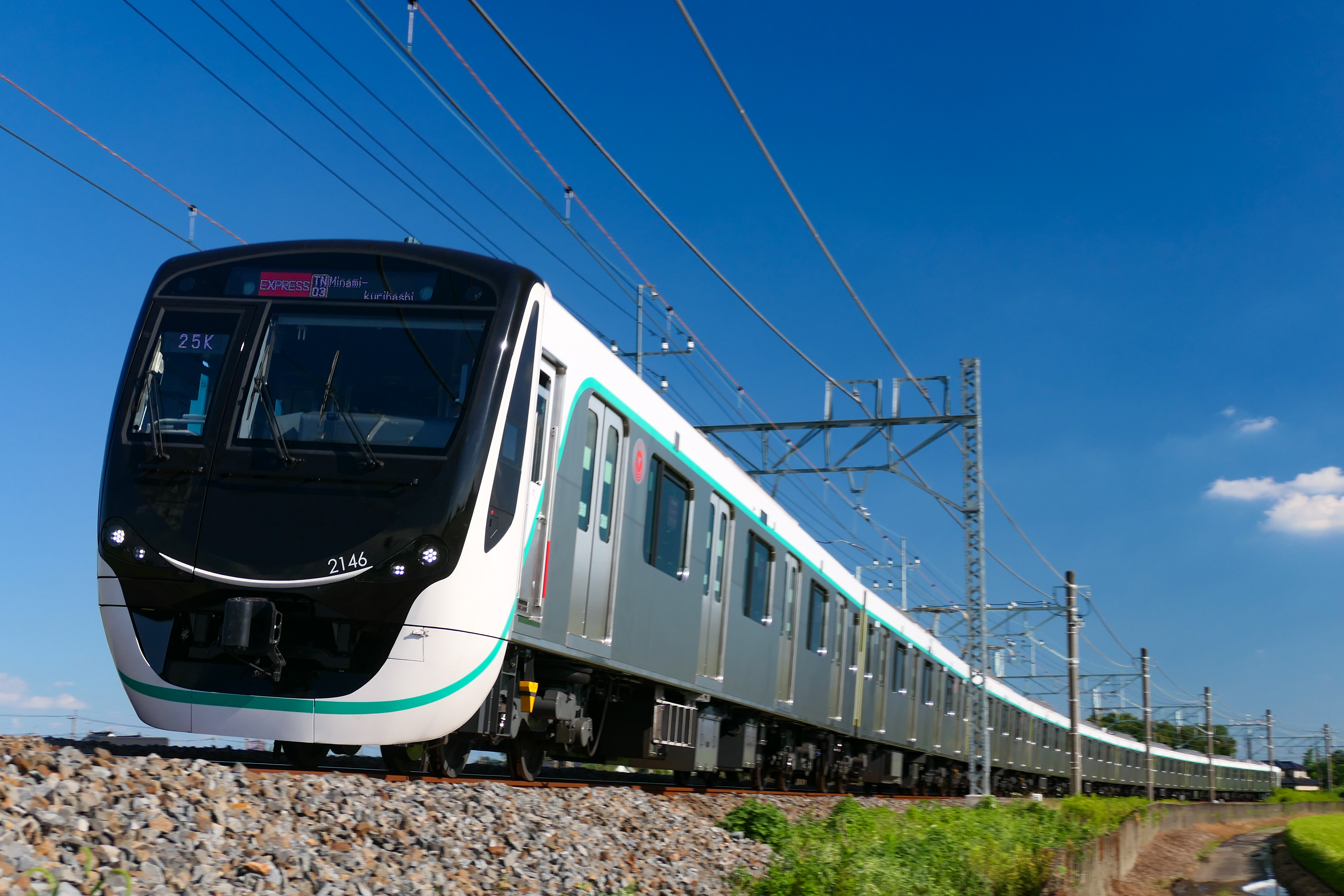
2020系
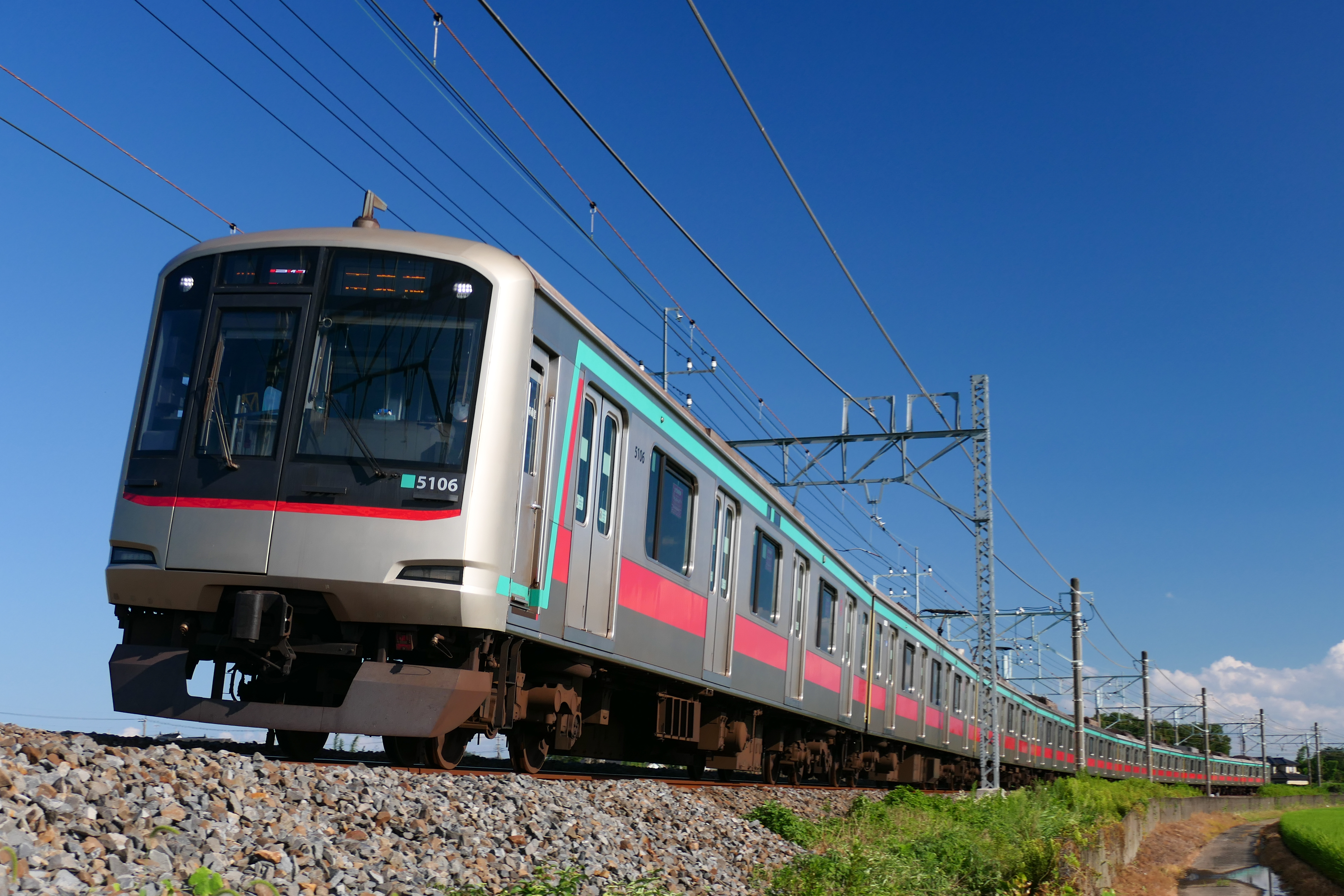
5000系
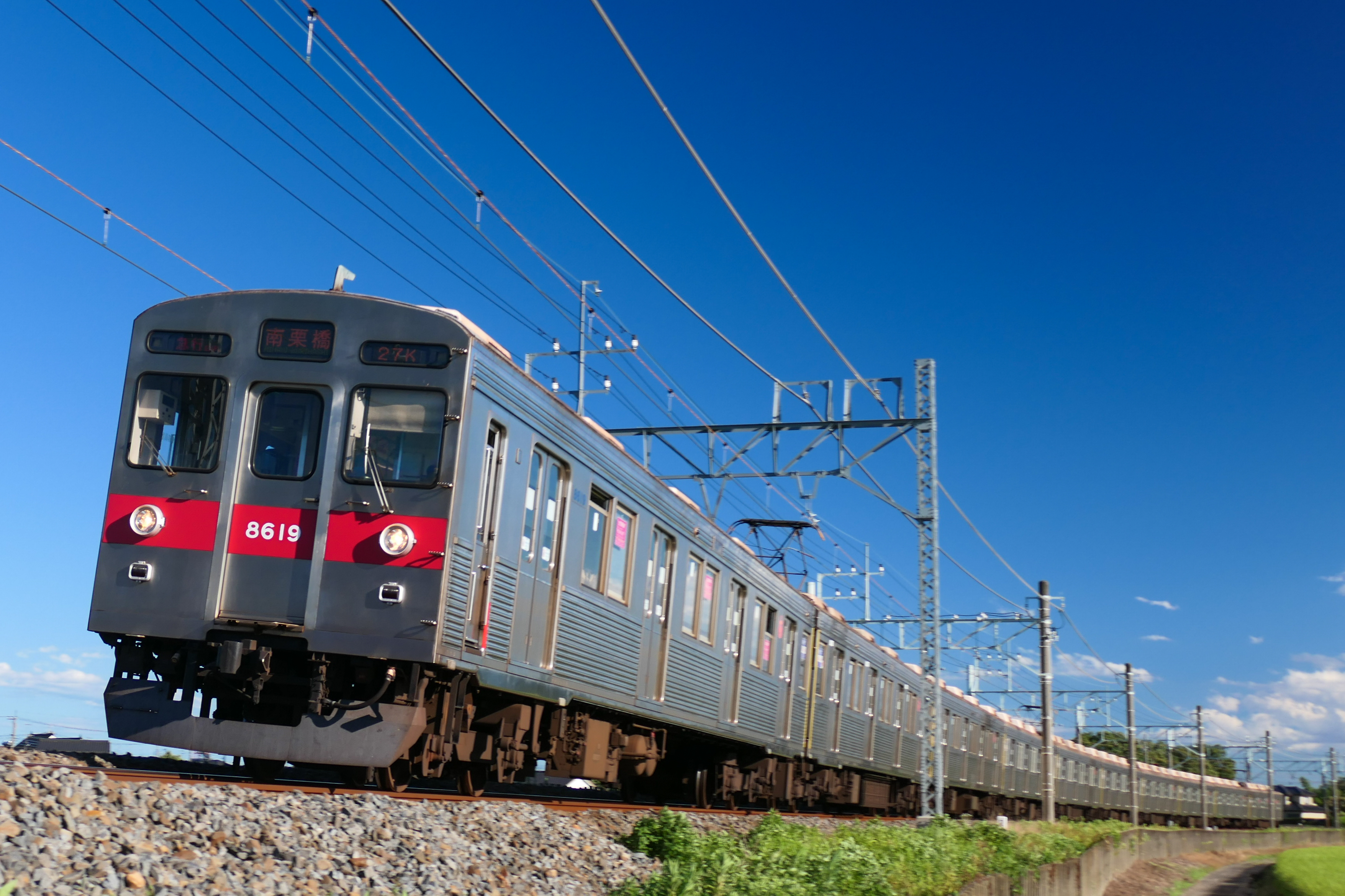
8500系

東武鐵道
50050型：引入18編組，包括30000系共19編組中使用18編組。
- 50050型

#### 過去直通車輛
東京急行電鐵
- 8590系（不能直通東武）：中間車為8090系。限定使用。
- 2000系（不能直通東武）：限定使用。翻新後進行試運行，但不作營業運行而是轉出至大井町線。
- 8000系：直通開始直後與8500系用於東橫線，由於新玉川線用車不足而將8500系重組為8000系中間車的一部分。8500系大量增購後退出營運。

東武鐵道
- 30000系：從 2003 年到 2021 年使用。從伊勢崎線換乘東上線。

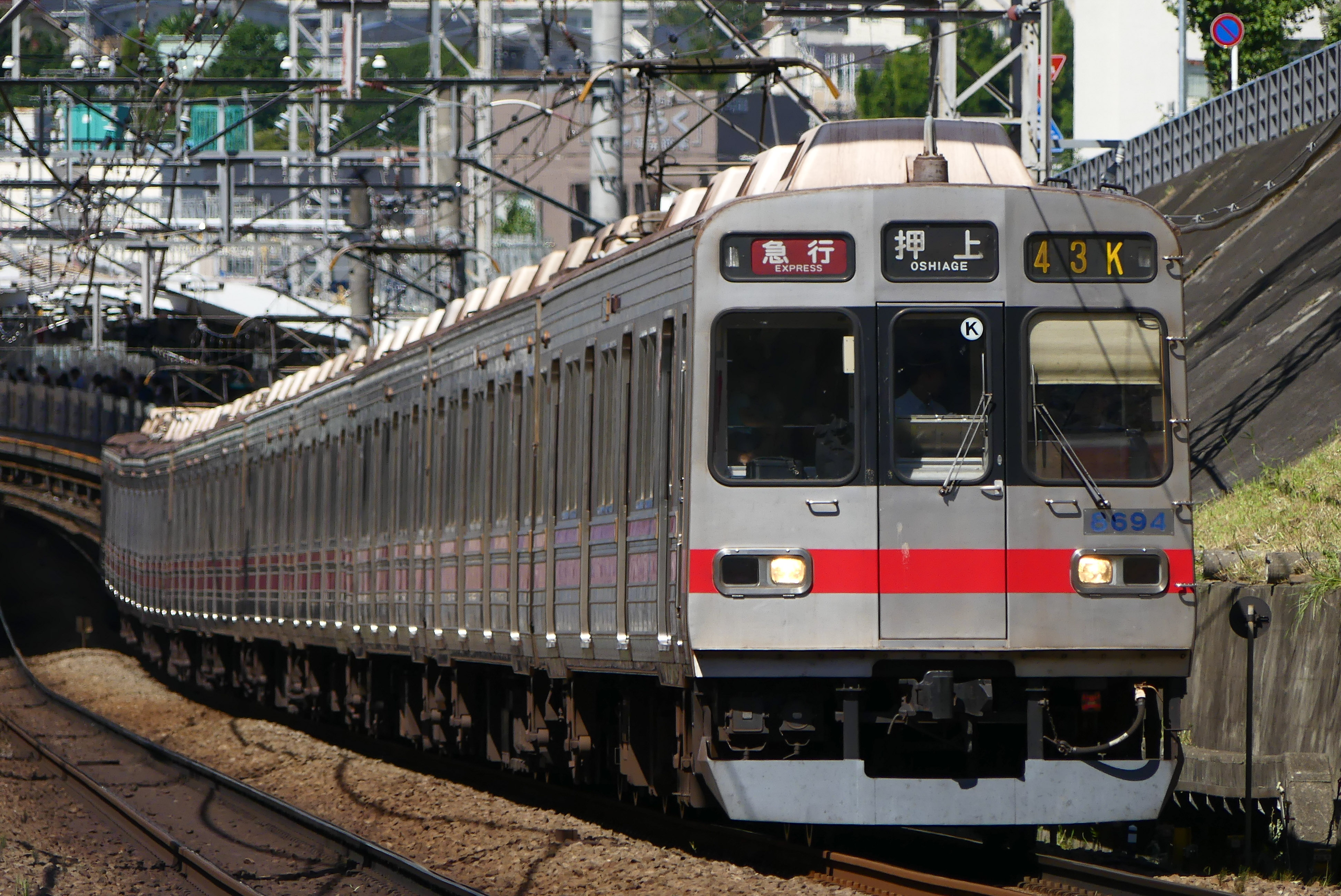
8590系
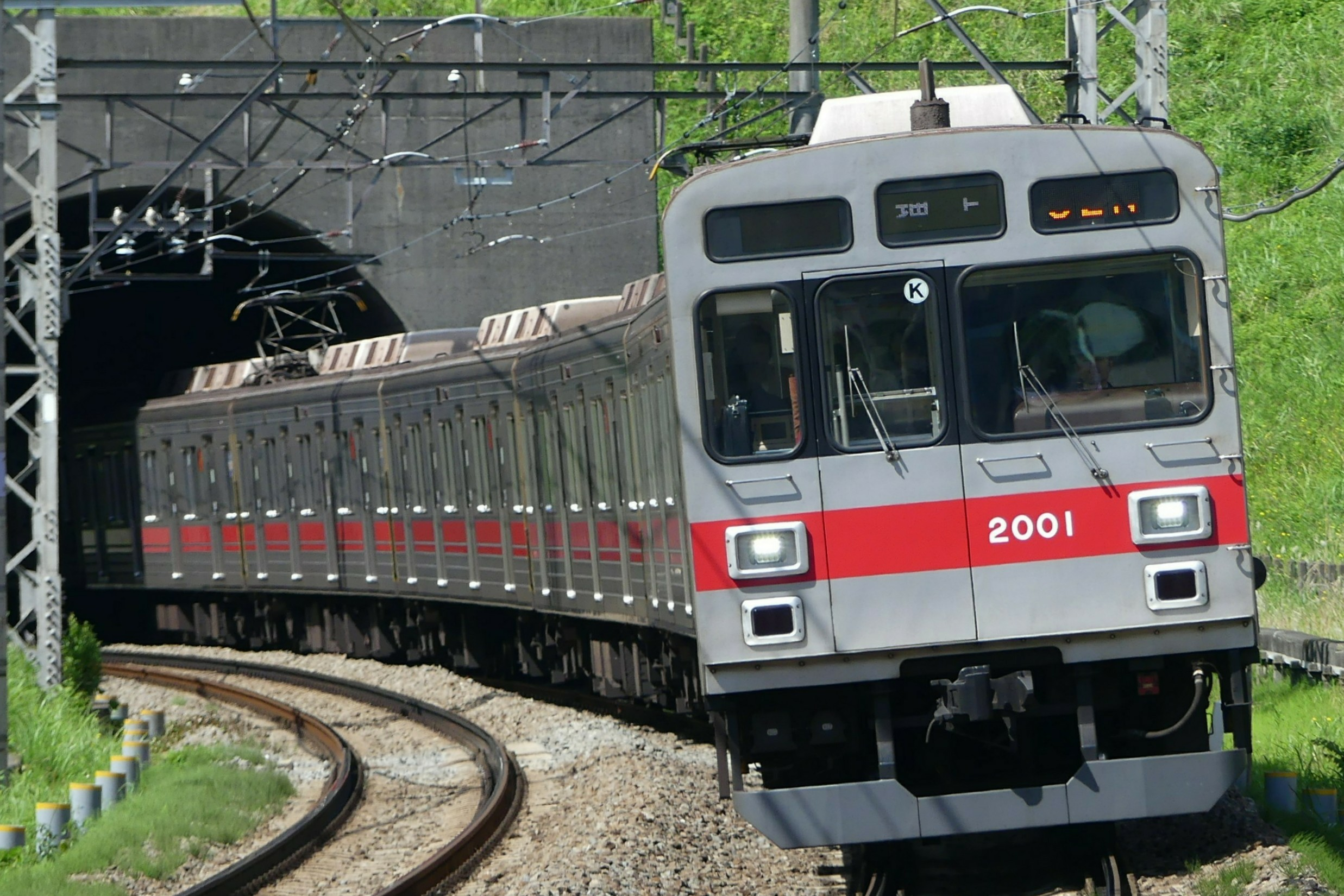
2000系
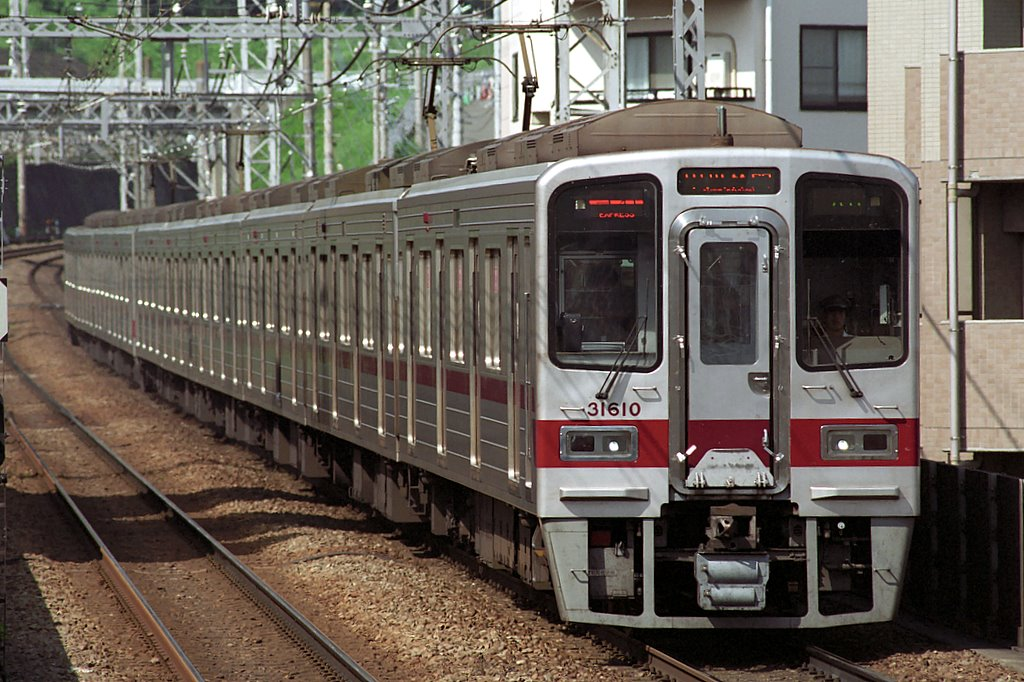
30000系

### 車次編號
可根據車次編號分辨列車是哪一間公司的車輛。現時東京地下鐵車輛的車次編號末尾字母為「S」，「K」為東急車輛，「T」為東武車輛。東武線直通運行開始前只限記載東急車輛的編號。列車編號可在『MY LINE 東京時刻表』（交通新聞社）等確認。
車次編號以5位數字顯示で，東急方式的車次編號前2位表示使用編號01－49為東急車輛（但是34以後不直通東武線），51以後的奇數編號為東京地下鐵車輛，50以後的偶數編號為東武車輛。
截至2009年7月11日，受行行距離調整影響，東武車輛使用在東急田園都市線起拆返至半藏門、清澄白河、押上折返列車。東急田園都市線的長津田－中央林間間的區間運行列車有一部分為東京地下鐵車輛與東武車輛。
通常而言車次編號會跟隨列車車輛運行，然而一旦遇上夜間時刻表混亂，東武、東急的車輛為應付狀況，有可能不使用車次編號次I序來停靠，例如帶有車次編號的東急車輛的列車編號，列車編號為末尾「S」的列車由東急車輛運行，其他公司由其他公司營運自身車輛。

## 利用狀況
2018年度最擁擠路段（A線澀谷 → 表參道間）的擁擠率為168%。
近年的輸送實績如下表。表中最高值為紅色，最高值紀錄年度以後最低值為藍色，最高值紀錄年度以前最低值為綠色。
| 年度               | 最擁擠路段（澀谷 → 表參道間）輸送實績 | 最擁擠路段（澀谷 → 表參道間）輸送實績 | 最擁擠路段（澀谷 → 表參道間）輸送實績 | 最擁擠路段（澀谷 → 表參道間）輸送實績 | 特記事項                            |
| 年度               | 運行班次：班                          | 輸送力：人                            | 輸送量：人                            | 擁擠率：%                             | 特記事項                            |
| ------------------ | ------------------------------------- | ------------------------------------- | ------------------------------------- | ------------------------------------- | ----------------------------------- |
| 1980年（昭和55年） | 15                                    | 16,752                                | 27,622                                | 165                                   |                                     |
| 1981年（昭和56年） | 16                                    | 18,176                                | 30,809                                | 170                                   |                                     |
| 1982年（昭和57年） | 16                                    | 18,176                                | 30,526                                | 168                                   | 1982年12月9日半藏門延伸開業         |
| 1983年（昭和58年） | 17                                    | 23,056                                | 32,599                                | 141                                   |                                     |
| 1984年（昭和59年） | 17                                    | 23,632                                | 37,900                                | 160                                   |                                     |
| 1985年（昭和60年） | 18                                    | 25,056                                | 38,812                                | 155                                   |                                     |
| 1986年（昭和61年） | 19                                    | 26,768                                | 42,209                                | 158                                   |                                     |
| 1987年（昭和62年） | 20                                    | 28,192                                | 46,701                                | 166                                   |                                     |
| 1988年（昭和63年） | 20                                    | 28,192                                | 46,278                                | 164                                   | 1989年1月26日三越前延伸開業         |
| 1989年（平成元年） | 24                                    | 34,176                                | 54,177                                | 159                                   |                                     |
| 1990年（平成02年） | 24                                    | 34,176                                | 57,253                                | 168                                   | 1990年11月28日水天宮前延伸開業      |
| 1991年（平成03年） | 25                                    | 35,312                                | 58,710                                | 166                                   |                                     |
| 1992年（平成04年） | 27                                    | 38,448                                | 66,190                                | 172                                   |                                     |
| 1993年（平成05年） | 27                                    | 38,448                                | 66,308                                | 172                                   |                                     |
| 1994年（平成06年） | 27                                    | 38,448                                | 66,540                                | 173                                   |                                     |
| 1995年（平成07年） | 27                                    | 38,448                                | 66,820                                | 174                                   |                                     |
| 1996年（平成08年） | 27                                    | 38,448                                | 66,590                                | 173                                   |                                     |
| 1997年（平成09年） | 27                                    | 38,448                                | 67,050                                | 174                                   |                                     |
| 1998年（平成10年） | 27                                    | 38,448                                | 67,453                                | 175                                   |                                     |
| 1999年（平成11年） | 27                                    | 38,448                                | 66,992                                | 174                                   |                                     |
| 2000年（平成12年） | 27                                    | 38,448                                | 65,856                                | 171                                   |                                     |
| 2001年（平成13年） | 27                                    | 38,448                                |                                       | 173                                   |                                     |
| 2002年（平成14年） | 27                                    | 38,448                                | 67,054                                | 174                                   | 2003年3月19日押上延伸開業           |
| 2003年（平成15年） | 27                                    | 38,448                                | 67,300                                | 175                                   |                                     |
| 2004年（平成16年） | 28                                    | 39,872                                |                                       | 170                                   |                                     |
| 2005年（平成17年） | 28                                    | 39,872                                |                                       | 172                                   |                                     |
| 2006年（平成18年） | 28                                    | 39,872                                |                                       | 173                                   |                                     |
| 2007年（平成19年） | 28                                    | 39,872                                | 69,000                                | 173                                   |                                     |
| 2008年（平成20年） | 28                                    | 39,872                                | 69,223                                | 174                                   |                                     |
| 2009年（平成21年） | 28                                    | 39,872                                | 67,705                                | 170                                   |                                     |
| 2010年（平成22年） | 28                                    | 39,872                                | 66,624                                | 167                                   |                                     |
| 2011年（平成23年） | 28                                    | 39,872                                | 64,057                                | 161                                   |                                     |
| 2012年（平成24年） | 28                                    | 39,872                                | 67,518                                | 169                                   | 2013年3月16日東急東橫線澀谷站地下化 |
| 2013年（平成25年） | 28                                    | 39,872                                | 69,691                                | 175                                   |                                     |
| 2014年（平成26年） | 28                                    | 39,872                                | 68,563                                | 172                                   |                                     |
| 2015年（平成27年） | 28                                    | 39,872                                | 68,326                                | 171                                   |                                     |
| 2016年（平成28年） | 27                                    | 38,448                                | 65,219                                | 170                                   |                                     |
| 2017年（平成29年） | 27                                    | 38,448                                | 66,549                                | 173                                   |                                     |
| 2018年（平成30年） | 27                                    | 38,448                                | 64,422                                | 168                                   |                                     |

## 車站列表
- 車站編號往A線方向（澀谷往押上的方向）增加。
- 所有車站均位於東京都內。

| 車站編號 | 中文站名                        | 日文站名 | 英文站名 | 站間距離 | 累計距離 | 接續路線 | 所在地   |
| -------- | ------------------------------- | -------- | -------- | -------- | -------- | --- | -------- |
| Z-01     | 澀谷                            |          |          | -        | 0.0      | 東急電鐵： 田園都市線（DT01）（直通運行至中央林間站）、 東橫線（TY01） 東京地下鐵： 銀座線（G-01）、 副都心線（F-16） 東日本旅客鐵道： 山手線（JY20）、 埼京線（JA10）、 湘南新宿線（JS19） 京王電鐵： 井之頭線（IN01） | 澀谷區   |
| Z-02     | 表參道                          |          |          | 1.3      | 1.3      | 東京地下鐵： 銀座線（G-02）、 千代田線（C-04） | 港區     |
| Z-03     | 青山一丁目                      |          |          | 1.4      | 2.7      | 東京地下鐵： 銀座線（G-04） 都營地下鐵： 大江戶線（E-24） | 港區     |
| Z-04     | 永田町                          |          |          | 1.4      | 4.1      | 東京地下鐵： 有樂町線（Y-16）、 南北線（N-07）、 銀座線（赤坂見附：G-05）、 丸之內線（赤坂見附：M-13） | 千代田區 |
| Z-05     | 半藏門                          |          |          | 1.0      | 5.1      | | 千代田區 |
| Z-06     | 九段下                          |          |          | 1.6      | 6.7      | 東京地下鐵： 東西線（T-07） 都營地下鐵： 新宿線（S-05） | 千代田區 |
| Z-07     | 神保町                          |          |          | 0.4      | 7.1      | 都營地下鐵： 三田線（I-10）、 新宿線（S-06） | 千代田區 |
| Z-08     | 大手町                          |          |          | 1.7      | 8.8      | 東京地下鐵： 丸之內線（M-18）、 千代田線（C-11）、 東西線（T-09） 都營地下鐵： 三田線（I-09） 東海旅客鐵道： 東海道新幹線（東京） 東日本旅客鐵道： 東北新幹線、山形新幹線、秋田新幹線、上越新幹線、北陸新幹線（東京）、 中央線（東京：JC01）、 山手線（東京：JY01）、 京濱東北線（東京：JK26）、 東海道線（東京：JT01）、 總武線（快速）、橫須賀線（東京：JO19）、 京葉線（東京：JE01） | 千代田區 |
| Z-09     | 三越前                          |          |          | 0.7      | 9.5      | 東京地下鐵： 銀座線（G-12） 東日本旅客鐵道： 總武線（快速）（新日本橋：JO20） | 中央區   |
| Z-10     | 水天宮前 （東京城市航空總站前） |          |          | 1.3      | 10.8     | 東京地下鐵： 日比谷線（人形町：H-14） 都營地下鐵： 淺草線（人形町：A-14） | 中央區   |
| Z-11     | 清澄白河                        |          |          | 1.7      | 12.5     | 都營地下鐵： 大江戶線（E-14） | 江東區   |
| Z-12     | 住吉                            |          |          | 1.9      | 14.4     | 都營地下鐵： 新宿線（S-13） | 江東區   |
| Z-13     | 錦糸町                          |          |          | 1.0      | 15.4     | 東日本旅客鐵道： 總武線（快速）（JO22）、 總武線（各站停車）（JB22） | 墨田區   |
| Z-14     | 押上〈晴空塔前〉                |          |          | 1.4      | 16.8     | 東武鐵道： 伊勢崎線（東武晴空塔線）（TS-03）（直通運行至 久喜站、 日光線南栗橋站） 都營地下鐵： 淺草線（A-20） 京成電鐵： 押上線（KS45） | 墨田區   |

1. ↑  澀谷站為與其他公司接續的共同使用站，是東急電鐵的管轄車站。
2. ↑  澀谷站被半藏門線與銀座線視為不同車站。因此，副都心線與田園都市線與銀座線可以進行閘外轉乘，現時車站的轉乘資訊有標記銀座線。廣播時稱副都心線為「地下鐵線」。
3. ↑  沒有與東京站的連絡業務。若經丸之內線轉乘，丸之內線東京站轉乘更為方便。因此，JR線的轉乘資訊只列入東西線。
4. ↑  押上站為與其他公司接續的共同使用站，是東京地下鐵的管轄車站。

### 來源
1. 1 2 3  東京地下鉄道半蔵門線建設史（渋谷〜水天宮前）、p.710。
2. 1 2 3  東京地下鉄道半蔵門線建設史（水天宮前〜押上）、p.626。
3. ↑  . 東京都.   [2021-07-31]. （原始内容 (XLS)存档于2022-03-27）.
4. ↑  . RAIL FAN (鉄道友の会). 2003-06-01, 50 (6): 19.
5. ↑  2017年度の鉄軌道事業設備投資計画 田園都市線ホームドア整備本格着手など総額502億円PDF - 東京急行電鉄ニュースリリース 2017年5月12日
6. ↑  . 鉄道ピクトリアル (電気車研究会). 2017-08, No.934: 95.
7. ↑   (PDF) (新闻稿). 東京地下鉄. 2017-06-27  [2017-06-29]. （原始内容存档 (PDF)于2018-05-17）.
8. ↑   (PDF). 東京急行電鉄. 2017-06-27  [2017-06-28]. （原始内容存档 (PDF)于2017-07-12）.
9. ↑  東京メトロ8000系8010編成に「さよなら!電機子チョッパ制御車」ラッピング （页面存档备份，存于） 交友社『鉄道ファン』railf.jp
10. ↑   (PDF) (新闻稿). 東京メトロ. 2019-03-26  [2020-08-25]. （原始内容存档 (PDF)于2019-03-27）.
11. ↑  . ニュースイッチ. 2019-04-17  [2019-04-27]. （原始内容存档于2019-04-18）.
12. ↑   (PDF). 東京地下鉄: 8. 2018-03  [2018-03-26]. （原始内容存档 (PDF)于2018-03-27）.
13. ↑  【東急】2020系・6020系が営業運転を開始 （页面存档备份，存于） - 鉄道ホビダス RMニュース、2018年4月3日
14. ↑  東急8500系8614編成が恩田に回送される （页面存档备份，存于） - 鉄道ファン・railf.jp 鉄道ニュース、2020年6月30日
15. ↑  東急8500系8606編成が営業運転を終了 （页面存档备份，存于） - 鉄道ファン・railf.jp 鉄道ニュース、2020年5月12日
16. ↑  『鉄道ファン』2020年8月号・「私鉄車両編成表」・「私鉄車両の動き」より
17. ↑  東急8590系8695編成のその後 （页面存档备份，存于） - 鉄道ファン・railf.jp 鉄道ニュース、2018年12月23日
18. ↑  【東急】8590系8694F 恩田工場へ （页面存档备份，存于） - 鉄道ホビダス RMニュース、2019年3月1日
19. ↑  東急2000系改め，9020系が登場 （页面存档备份，存于） - 鉄道ファン・railf.jp 鉄道ニュース、2019年2月18日
20. ↑   (PDF). 国土交通省: 3. 2019-07-18  [2019-07-20]. （原始内容 (PDF)存档于2020-09-29）.
21. ↑  「都市交通年報」各年度版

## 外部連結
- 半藏門線/Z | 路線、車站資訊 | 東京地下鐵（页面存档备份，存于）
- 半藏門線延伸至松戶市官方網站（页面存档备份，存于）
- 東京地下鐵道 半藏門線建設史（澀谷～水天宮前）（页面存档备份，存于） - 帝都高速度交通營團、1999年（平成11年）3月31日發行